# Едем (роман)
«Едем» (пол. Eden) — науково-фантастичний роман Станіслава Лема, написаний в 1959 році. Вперше опублікований в номерах 211—271 за 1958 рік газети «Trybuna Robotnicza» (Катовиці), окремою книгою виданий у наступному році варшавським видавництвом «Iskry».
У романі йдеться про зіткнення екіпажу космічного корабля землян з місцевими розумними істотами на планеті Едем. Мальовнича природа планети різко контрастує з ладом тамтешньої цивілізації, заснованим на прагматизмі, ненависті та страху.

## Сюжет
Експедиційний зореліт з екіпажем з шести осіб через помилку в розрахунках аварійно входить до атмосфери недослідженої планети під назвою Едем, про яку відомо лише, що склад її атмосфери близький до земного. Люди на борту названі за спеціальностями: Координатор, Інженер, Доктор, Хімік, Фізик і Кібернетик. Інженер кілька разів називається Генріхом. Після аварії екіпажу вдається вибратися з ракети, застряглої в ґрунті та оглянути околиці. Вони починають дослідження навколишньої місцевості в надії на отримання допомоги від гіпотетичних мешканців планети. 
Земляни натрапляють на сліди діяльності місцевої цивілізації, зокрема, кратер із залишками залізної конструкції. Далі вони знаходять величезний автоматичний завод, продукція якого залишається їм незрозумілою, і до того ж виявляється втягнутою в циклічний процес із її вторинною переробкою і подальшим виготовленням таких самих виробів. Повернувшись до ракети, земляни бачать, що якась істота залізла всередину корабля та запустила один з силових агрегатів. Істота гине від удару струмом, труп потім досліджують і препарують. При цьому Лікар зауважує, що кров істоти має той же запах, який відчувався на заводі. Земляни припускають, що істота розумна, а за будову її тіла називають її «дуплексом»: її голова й тулуб з руками можуть ховатися в шкірястий мішок більшої частини тіла.
Екіпажу вдається ввести в дію реактор і відновити електроживлення, що дає надію в подальшому полагодити корабель. Паралельно з ремонтними роботами тривають дослідження околиць. Люди виявляють, що жителі Едему використовують транспорт у вигляді напівпрозорих дисків з гондолою в центрі, що котяться на ребрі. В лісі люди знаходять рів, заповнений тілами мертвих дуплексів, який один з дисків засипає землею. Дорогою назад люди стикаються з іншим диском, з якого виходить дуплекс із твариною, що створює розряд, схожий на кульову блискавку. Земляни випереджають їх і вбивають тварину, а потім дуплекса. Їхні тіла вони спалюють розрядами своєї зброї — електрожекторів, щоб не лишати слідів. Експедиція захоплює диск і їде на ньому до ракети, проте дорогою стається аварія і решту шляху доводиться долати пішки.
Із завалів вдається дістати всюдихід, що полегшує розвідку і дозволяє поповнювати запаси води. Експедиція виявляє відкриті могили, у яких знаходять тіла дуплексів, що істотно відрізняються між собою анатомічною будовою, а також поселення, де до неї прив'язується один з дуплексів і добровільно їде з людьми до ракети. Але контакт із ним не вдається встановити і люди вважають, що той недоумкуватий. Тим часом дуплекси виявляють ракету й оточують її дисками, якими викопують рів навколо. Наступного дня дуплекси обстрілюють рів зарядами, з яких виростає міцна прозора стіна, що має їх ізолювати. Земляни з допомогою анігілятора роблять отвір у стіні та продовжують дослідження планети.
Екіпаж відновлює роботу всюдихода «Захисник», озброєного випромінювачем антиматерії. Під час чергової експедиції вдається виявити місто дуплексів і вперше побачити здалека їх нормальне повсякденне життя. Дорогою назад всюдихід атакують і люди застосовують анігілятор проти нападників. 
На борт ракети потрапляє ще один дуплекс, який іде на контакт. Спершу він спілкується через малюнки, потім люди влаштовують йому екскурсію по ракеті. Тоді ж виявляється, що гість зазнав опромінення радіацією біля земного апарата, тому потребує лікування. В результаті спілкування з ним за допомогою автоматичного перекладача з'ясовується, що в дуплексів заборонені дослідження атомів і ядерна хімія. Пересічні дуплекси не знають хто ними править, влада змінилася 60 років тому та стала анонімною. Відтоді почалася програма перебудови тіла дуплексів, яка виявилася невдалою через численні каліцтва і тепер вважається, що її не існувало. Взагалі, дуплекси широко використовують видозмінених істот як машини. Все їхнє суспільство складається з відокремлених груп, які тримають одні одних у страху та взаємно ненавидять, володіючи кожна обмеженим обсягом знань, який надається владою. Координатор робить висновок, що анонімна влада розпоряджається теорією інформації «прокрустикою» для використання різних груп дуплексів як частин величезного механізму, з якого вибраковуються та знищуються непридатні. Коли гостя запитують чи хоче він повернутись додому, той відповідає, що ні. 
Команді вдається полагодити основні системи ракети і встановити її вертикально. Вони відлітають саме тоді, коли апарат починають обстрілювати. Обидва гостя добровільно залишаються на поверхні і гинуть у полум'ї з двигунів ракети. Люди оглядають Едем з космосу, що попри вигляд зовсім не відповідає поспішно даній назві.

## Українські переклади
У 1987 році київське видавництво «Молодь» випустило в світ збірник з двох романів С. Лема «Соляріс» та «Едем» у перекладі Дмитра Андрухова. Переклад здійснено за виданням: Stanisław Lem. Solaris. Edem. Warszawa: Iskry, 1982.